# Arctic Bay
Arctic Bay (syllabaire inuktitut : ᐃᒃᐱᐊᕐᔪᒃ, ikpiarjuk « la poche ») est un hameau inuit canadien situé dans la partie nord de la péninsule de Borden de l'île de Baffin, au Nunavut et à la frontière du fuseau horaire de l'heure de l'Est.

## Géographie
Les deux langues dominantes du hameau sont l'inuktitut et l'anglais. Selon le recensement canadien de 2006, la population est évaluée à 690 habitants, ce qui représente une augmentation de 6,8 % par rapport à 2001.

### Climat
| Mois                                  | jan.       | fév.     | mars       | avril    | mai        | juin      | jui.      | août      | sep.       | oct.     | nov.       | déc.       | année          |
| ------------------------------------- | ---------- | -------- | ---------- | -------- | ---------- | --------- | --------- | --------- | ---------- | -------- | ---------- | ---------- | -------------- |
| Température minimale moyenne (°C)     | −32,1      | −33,1    | −30,8      | −23,4    | −13,5      | −2,8      | 2,5       | −0,8      | −7,4       | −17,2    | −25,4      | −29,4      | −17,8          |
| Température moyenne (°C)              | −29,2      | −30,3    | −27,8      | −20      | −10,7      | −0,4      | 4,9       | 1,5       | −5,6       | −14,9    | −22,7      | −26,6      | −15,1          |
| Température maximale moyenne (°C)     | −26,1      | −27,5    | −24,8      | −16,6    | −7,8       | 1,9       | 7,4       | 3,7       | −3,7       | −12,5    | −19,9      | −23,7      | −12,5          |
| Record de froid (°C) date du record   | −48,5 1982 | −53 1979 | −47,5 1986 | −42 1983 | −28,3 1989 | −14 1978  | −6 1996   | −10 1979  | −19,5 1979 | −35 1986 | −39,4 1976 | −45,5 1982 | −53 13/2/1979  |
| Record de chaleur (°C) date du record | −2 1977    | 2 1978   | −3 2003    | 2,8 2021 | 7 1993     | 18,5 2000 | 18,5 2008 | 18,5 2012 | 12,4 2019  | 5,1 2006 | 1,5 2017   | −4,4 1976  | 18,5 25/6/2000 |
| Précipitations (mm)                   | 7,6        | 3,9      | 6,6        | 9,8      | 17,2       | 23,5      | 35,3      | 40,9      | 43,5       | 30,9     | 16         | 7,3        | 242,5          |
| dont neige (cm)                       | 4,4        | 3,8      | 6,4        | 9,8      | 16,9       | 15,7      | 7,6       | 17,3      | 36,9       | 31,2     | 15,8       | 7,3        | 173,1          |
| Nombre de jours avec précipitations   | 4,3        | 4,4      | 5,7        | 6,1      | 8,7        | 8,5       | 11,3      | 12,4      | 14,2       | 13,1     | 8,1        | 5,3        | 102,1          |
| Nombre de jours avec neige            | 4,2        | 4,4      | 5,7        | 6,1      | 8,7        | 6,9       | 2,7       | 5,7       | 12,9       | 13,1     | 8,2        | 5,4        | 84             |

| Diagramme climatique                                  |               |               |               |               |             |            |             |              |                |              |               |
| J                                                     | F             | M             | A             | M             | J           | J          | A           | S            | O              | N            | D             |
| −26,1−32,17,6                                         | −27,5−33,13,9 | −24,8−30,86,6 | −16,6−23,49,8 | −7,8−13,517,2 | 1,9−2,823,5 | 7,42,535,3 | 3,7−0,840,9 | −3,7−7,443,5 | −12,5−17,230,9 | −19,9−25,416 | −23,7−29,47,3 |
| Moyennes : • Temp. maxi et mini °C • Précipitation mm |               |               |               |               |             |            |             |              |                |              |               |

## Histoire
Le territoire d'Arctic Bay est occupé depuis environ 5 000 ans par des tribus nomades inuites venues de l'ouest. En 1872, l'Arctic, un baleinier européen dirigé par le capitaine Willie Adams, accoste et donne son nom anglophone à l'endroit.

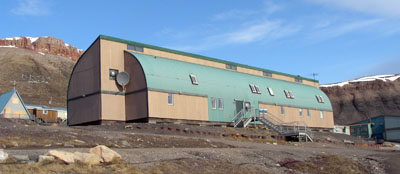
Centre de santé d'Arctic Bay (juin 2006).

Le nom inuit du hameau est Ikpiarjuk (« la poche »), qui décrit les hautes collines qui entourent presque totalement la baie. Au sud-est, la montagne King George V domine le paysage du hameau. La communauté est approvisionnée par mer et, en cas d'urgence, par air à l'aéroport d'Arctic Bay. Il y a également une route qui relie le hameau à Nanisivik, une ancienne communauté minière. Voulant profiter de la fermeture de la communauté minière pour en relocaliser les infrastructures et améliorer les leurs, les habitants du hameau ont dû abandonner l'idée à la suite de la découverte de contamination au plomb et au zinc du site minier. Ils ont malgré tout déplacé une église de Nanisivik à Arctic Bay en avril 2007.
Les vols réguliers en direction et à partir d'Arctic Bay se font de l'aéroport de Nanisivik. La compagnie aérienne First Air offre des vols vers Iqaluit et Resolute. 
Il y a une seule école, de la maternelle la 12e année [M-12] (K-12 (education) (en)), qui compte environ 200 étudiants.

## Démographie
| 2001 | 2006 | 2011 | 2016 |
| ---- | ---- | ---- | ---- |
| 646  | 690  | 823  | 868  |